# Рєзцова Анфіса Анатоліївна
Анфіса Анатоліївна Рєзцова (16 грудня 1964, Гусь-Хрустальний район, Владимирська область, РРФСР, СРСР — 19 жовтня 2023) — радянська і російська біатлоністка та лижниця, дворазова олімпійська чемпіонка з біатлону, олімпійська чемпіонка з лижних гонок, триразова чемпіонка світу з лижних гонок, дворазова володарка Кубока світу з біатлону у сезонах 1991—1992 та 1992—1993. Єдина спортсменка у світі — олімпійська чемпіонка одразу у двох зимових видах спорта. Перша в історії світового біатлону олімпійська чемпіонка в спринті.

## Виступи на Олімпійських іграх (біатлон)
| Рік  | Міце проведення | Інд | Спр | Пр | МС | Ест |
| 1992 | Альбервіль      | 26  | 1   |    |    | 3   |
| 1994 | Ліллегамер      | 26  | 32  |    |    | 1   |

## Виступи на Чемпіонатах світу з біатлону
| Рік  | Міце проведення | Інд | Спр | Пр | МС | Ест | КГ |
| 1992 | Новосибірськ    |     |     |    |    |     | 2  |
| 1993 | Боровець        | 11  | 11  |    |    |     | 5  |
| 1995 | Антгольц        |     | 20  |    |    | 6   |    |

## Спортивна кар'єра
Спортивна кар'єра Рєзцової тривала з 1984 року по 2000 рік. У грудні 1984 році вона дебютувала на італійському етапі Кубка світу з лижних гонок, де вона посіла 12 місце на дистанції 5 кілометрів. Наступним її стартом став чемпіонат світу з лижних гонок 1985 року, що проходив в австрійському Зеефельді, де вона стала чемпіонкою світу у складі естафетної збірної та показала 5 і 12 результати у індивідуальних гонках на 20 км і 10 км відповідно.
Загалом перший етап лижної кар'єри Рєзцової тривав менше 4 років з грудня 1984 по лютий 1988 року. За цей період їй вдалося стати Олімпійською чемпіонкою та срібною призеркою Зимової Олімпіади 1988, дворазовою чемпіонкою світу та дворазовою віце-чемпіонкою, 9-и разовю призеркою (8 срібних та одна бронзова медаль) етапів кубка світу з лижних гонок у індивідуальних дисциплінах. У 1988 та 1989 роках Анфіса перебувала поза активним спортом, за цей період вона вперше стала мамою народивши доньку Дар'ю.
У кінці 1990 року Рєзцова повернулася у великий спорт, змінивши лижні гонки на біатлон. Її біатлона кар'єра тривала з 1990 року по 1995. Протягом даного періоду Анфіса стала дворазовою олімпійською чемпіонкою, віце-чемпіонкою 1992 року в командній гонці та двічі поспіль очолювала загальний залік кубка світу у сезанах 1991—1992 та 1992—1993 років. У 1996 році вона вдруге стала мамою, тому у 1996—1997 роках знову відійшла від активного спорту.
У 1998 році Рєзцова знову повертається в активний спорт і знову у лижні гонки. Загалом останній етап її спортивної кар'єри тривав всього два сезони і за цей період їй знову вдалося стати чемпіонкою світу 1999 року у естафетній гонці, та неодноразово здобувати призові місця на етапах Кубка світу з лижних гонок. У 2000 році Анфіса Рєзцова завершила свою спортивну кар'єру, а у 2001 році вона втретє стала мамою

## Смерть
Померла 19 жовтня 2023 року на 59-му році життя. Останніми днями спортсменка провела в реанімації підмосковної лікарні, куди була доставлена непритомна 15 жовтня. 20 жовтня її повинні були перевести

## Перемоги на етапах Кубка світу з біатлону1
| #  | Дата            | Місце проведення гонки | Дисципліна          |
| -- | --------------- | ---------------------- | ------------------- |
| 1. | 14 лютого 1992  | Альбервіль2            | Спринт              |
| 2. | 15 січня 1993   | Обергоф                | Індивідуальна гонка |
| 3. | 15 січня 1993   | Обергоф                | Спринт              |
| 4. | 4 березня 1993  | Ліллегаммер            | Індивідуальна гонка |
| 5. | 4 березня 1993  | Ліллегаммер            | Спринт              |
| 6. | 13 березня 1993 | Естерсунд              | Спринт              |
| 7. | 20 березня 1993 | Контіолахті            | Спринт              |

| #  | Дата           | Місце проведення гонки | Дисципліна        |
| -- | -------------- | ---------------------- | ----------------- |
| 1. | 25 лютого 1994 | Ліллегаммер↑           | Эстафета 4x7,5 км |

Примітки:
1.↑  В таблицях наведена статистика за період з 1993 по 1994 роки
2.↑  В рамках Олімпійських ігор 1992
3.↑  В рамках Олімпійських ігор 1994

## Загальний залік в Кубку світу
- 1990–1991 — 47-е місце
- 1991–1992 — -е місце
- 1992–1993 — -е місце
- 1993–1994 — 54-е місце